# The Last Days
The Last Days är en Oscarsvinnande dokumentärfilm från 1998 i regi av James Moll och producerad av June Beallor och Ken Lipper. Filmen består av intervjuer med fem förintelseöverlevande ungerska judar. Filmen fokuserar på koncentrationslägrens fasor, men betonar också de överlevandes optimism och vilja att överleva.